# Boliviaans militair ordinariaat
Het Boliviaans militair ordinariaat (Spaans: Obispado castrense de Bolivia) is een militair ordinariaat van de Rooms-Katholieke Kerk met als zetel de kathedraal Nuestra Señora de Luján in La Paz, in Bolivia. Het ordinariaat is verantwoordelijk voor de zielzorg van de tot de Rooms-Katholieke Kerk behorende militairen van de Boliviaanse strijdkrachten en hun families. Het ordinariaat staat als immediatum onder rechtstreeks gezag van de Heilige Stoel. 

## Geschiedenis
Het ordinariaat werd op 19 maart 1961 door paus Johannes XXIII als militair vicariaat opgericht. Het ordinariaat werd op 21 juli 1986 door paus Johannes Paulus II met de apostolische constitutie Spirituali militum curae verheven tot militair bisdom.

## Organisatie
In 2021 telde het ordinariaat 6 parochies, die werden bediend door 15 priesters, twee permanente diakens, en 4 zusters.

## Bisschoppen
- Luis Aníbal Rodríguez Pardo (26 juli 1961 - 30 juli 1975; tevens bisschop van Santa Cruz de la Sierra)
- René Fernández Apaza (30 juli 1975 - 17 mei 1986; tevens bisschop van Oruro, en na 1981 coadjutor en aartsbisschop van Sucre)
- Mario Lezana Vaca (17 mei 1986 - 14 april 2000; titulair bisschop van Basti)
  - Manuel Revollo Crespo (coadjutor: 18 september 1993 - 14 april 2000)
- Gonzalo Ramiro del Castillo Crespo (14 april 2000 - 4 april 2012)
- Oscar Omar Aparicio Céspedes (4 april 2012 - 24 september 2014)
- Fernando Bascopé Müller (24 september 2014 - 29 juni 2022)
  - Pedro Luis Fuentes Valencia (apostolisch administrator: 31 augustus 2022 - heden)

## Galerij van afbeeldingen

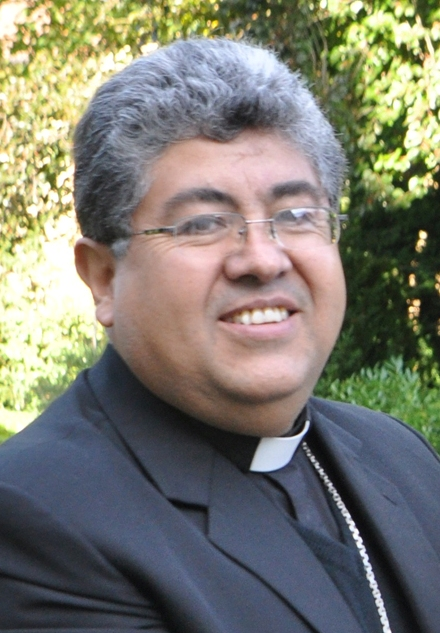
Militair bisschop Oscar Omar Aparicio Céspedes (2012-2014)